# ダイヤ精機
ダイヤ精機株式会社（ダイヤせいき）は、自動車メーカー及び各種部品メーカー向けの金型・ゲージ・治工具の設計・製作・製造を行う一貫加工メーカーである。東京都大田区に本社を置く。

## 沿革
サラリーマンだった諏訪保雄は、白血病を患った息子の治療費を捻出するため、ゲージ工場を営む叔父から機械2台、職人3人を譲り受けてダイヤ精機を創業する。高度経済成長のまっただ中で、技術力による高い評価と信頼を獲得し、会社は右肩上がりの成長を遂げる。
2004年に諏訪保雄が死去すると、諏訪の次女・貴子が2代目社長に就任。この頃になるとバブル崩壊後の景気低迷により売上高はピーク時の半分以下に落ち込んでいたが、貴子は社内改革を断行、3年の改革でV字回復を果たし、中小企業における事業承継のモデルケースとして注目された。
- 1964年（昭和39年）8月 - 大田区矢口にダイヤ精機製作所設立。ゲージ各種精密部品、冷鍛型ピストン型製造販売開始。
- 1969年（昭和44年）8月 - ダイヤ精機株式会社に組織変更。
- 1975年（昭和50年）5月 - 現本社工場開設。
- 1981年（昭和56年）5月 - ダイヤエンジニアリング株式会社設立。
- 1986年（昭和61年）6月 - 矢口工場開設。
- 2004年（平成16年） - 諏訪貴子が代表取締役に就任。
- 2008年（平成20年） - 経済産業省　「IT経営実践企業」に認定。
- 2010年（平成22年） - 大田区「優工場」認定　「人に優しい部門」部門賞受賞。
- 2012年（平成24年） - 東京商工会議所「勇気ある経営大賞」優秀賞受賞[4]。
- 2020年（令和2年） - 全国中小企業クラウド実践大賞日本商工会議所会頭賞受賞[5][6]。

## 製品・サービス
自動車メーカー向けのゲージ・冶工具・金型部品などの制作から出発し、リーマンショック後は自動車メーカーのみならず、医療等他分野への進出も果たしている。
ものつくりの街・大田区を代表する企業としてミクロン単位の「超精密加工を得意とする多能工集団」を標榜する。もっとも社長の諏訪貴子は、自社の強みを「対応力」と称し、多品種少量生産を徹底管理し、納期の順守や急な注文・設計依頼にも対応している。

## 主要納入先
当初より日産自動車との縁が深く、2012年には日産横浜工場内に金型製作の作業所を設けている。
- 日産自動車株式会社
- ジヤトコ株式会社
- 日立Astemo株式会社
- 日産工機株式会社

その他多数